# Chorizococcus abroniae
Chorizococcus abroniae är en insektsart som beskrevs av Mckenzie 1960. Chorizococcus abroniae ingår i släktet Chorizococcus och familjen ullsköldlöss. Inga underarter finns listade i Catalogue of Life.